# سیارک ۲۱۳۹۳
سیارک ۲۱۳۹۳ (به انگلیسی: 21393 Kalygeringer، نامگذاری:1998FF34) بیست و یک هزار و سیصد و نود و سومین سیارک کشف شده‌است که در ۲۰ مارس ۱۹۹۸ کشف شد.
قدر مطلق سیارک برابر ۱۵.۵ است.